# Respenda de la Peña
Respenda de la Peña ist ein Ort und eine Gemeinde (municipio) mit 141 Einwohnern (Stand: 2024) im Norden der Provinz Palencia in der Autonomen Gemeinschaft Kastilien-León im Norden Spaniens. Zur Gemeinde gehören neben dem Hauptort Respenda de la Peña zahlreiche weitere Ortschaften und Weiler.

## Lage und Klima
Respenda de la Peña liegt südlich der Fuentes Carrionas in einer Höhe von ca. 1015 m. Die Provinzhauptstadt Palencia befindet sich ungefähr 85 km (Fahrtstrecke) südsüdöstlich.

## Bevölkerungsentwicklung
| Jahr      | 1970 | 1981 | 1991 | 2001 | 2011 | 2021 |
| Einwohner | 638  | 417  | 342  | 258  | 197  | 147  |

Die Mechanisierung der Landwirtschaft, die Aufgabe bäuerlicher Kleinbetriebe („Höfesterben“) und der daraus resultierende Verlust an Arbeitsplätzen haben seit der Mitte des 20. Jahrhunderts zu einer Landflucht und zu einem deutlichen Bevölkerungswachstum in den Städten geführt.